# تكنزالت (ترميكت)
تكنزالت هي إحدى مشيخات المملكة المغربية، تتبع جغرافيا لإقليم ورززات وإداريًا لترميكت. يقدر عدد سكانها بـ 1220 نسمة حسب الإحصاء الرسمي للسكان والسكنى لسنة 2004.